# 麗の世界で有栖川
『麗の世界で有栖川』（うるはのせかいでありすがわ）は、安西信行による日本の漫画作品。『週刊少年サンデーS』（小学館）にて、2018年4月号から連載中。
安西によるサンデーブランド7年ぶりの連載作品となる。『烈火の炎』要素が随所に含まれており、安西曰く烈火とは兄妹のような作品とのことである。

## あらすじ
周囲から女扱いされず男嫌いになった有栖川。ある日黒によって異世界に飛ばされ男性の体になってしまう。黒の計らいによって忍者育成施設、麗に世話になるがそこに現れた塵外との戦いに巻き込まれていく。

## 登場人物

### 黒組
麗の組の一つ。隊長は黒、総勢25名。黒の性格故に全ての組の中で一番敵が多い。
有栖川（ありすがわ）
本作の主人公。通称スガワ。男嫌い。16歳。気の強い性格で有り容姿が良く自身にセクハラする男を武器の刺繍針で攻撃していたところ、「男狩りの有栖川」の異名を付けられる。通りすがりの黒に絵馬を使用され、異世界へと連れ込まれて男性になった。その後は成り行きで麗に世話になるがある日無色が運んできた壺を開けてしまい塵外との戦いに身を投じることとなる。前述通り男嫌いだったが塵外との闘いの中で麗の面々と共闘していくうち、黒達を信頼するようになっていく。副将戦後は束の間の休息を経て隊長達の集いに乱入し、壺を破壊。その場で蘭丸の消滅を宣言し敵の拠点である塵芥へと向かった。
- 使用技

二忍羽織（ににんばおり）
意思ある者を媒体として発動する。絵馬男から授かった技。使用された側は姿が大きく変わり、二人一組で戦闘を行う。作中では刺刺舞、ハチ、黒と共闘した。
火金弾（かきんたま）
股間に気を集めた後、出てきた火の玉を技名を叫びながら相手に投げつける。技名を叫ばないと反応せず男性のみが使用可能な技。人にもよるが一度出すと二発目を出すには時間がかかる。当初は火金玉だったがスガワの希望により、「崩（なだれ）」「炎のお手玉」等の候補を経てこの名前に改名された。
黒（くろ）
麗、黒組隊長。23歳。女と見間違うような容姿をしており本人はその事を恥じいている。性格はドS。男らしい身体になる願いを叶えるべくスガワに絵馬を使い異世界へと連れ込むも失敗に終わり、その後スガワを玩具として弄ぶために麗に住むよう仕向けた。実は絵馬を手に入れる際に人としての心を封じ込められた為、現在の無慈悲な性格になっており本来は泣き虫。スガワと出会い絵馬男にかけられた封印が徐々に解けて人間らしい表情を見せることも増えた。
- もう一人の黒

絵馬男に封じられた黒の甘い心の部分。彼の精神世界に複数の枷をつけられた状態で存在している。外の黒とは違い爽やかな雰囲気で社交的。絵馬男の正体を知っている。本人曰く枷が全て壊れると外の黒と一体化し、本来の彼に戻るとのこと。
- 使用技

碁門の数珠（ごもんのじゅず）
上忍から授けられた魔導具。対象者の背後に木製の門を出現させ、吸わせてどこかへと飛ばす。発動には動かずに魔力を注入し、その後は気力を失う上に対象者は1名のみ。
七難黒滅（しちなんこくめつ）
八蔵の霊体を吹き飛ばすのに使用。詳細は不明。後にスガワを牢から出すのに八難黒滅（はちなんこくめつ）という技も使用した。
磁正（じしょう）
黒組副隊長。24歳。スガワが異世界で初めて出会った人物。門下生らを守るため体を張るなど、男気あふれる性格。子供時代は兄に反論もできないヘタレだった。自身の罠を突破したスガワを気に入り、彼女を麗へと案内した。麗にはかなり長くいる様である。後述する羅生とは兄弟だが、とうに縁は切って他人以下の関係である。
- 使用技

忍術「木霊」（にんじゅつ「こだま」）
霊木を使用した技。磁正の右腕に丸ごと宿っている。絵馬男戦で使用し、彼を拘束するも即脱出された。8年前、流行病と修行中の事故で死にかけていたところを羅生が絵馬男から譲り受けた種を与えられた際に芽生えた能力でもある。
刺刺舞（ししまい）
黒組の一員。麗とは違う大陸の出身。調合した薬物を利用した戦い方をする。良識がありスガワとは信頼関係を築く。貧しさから身売りされた後、老師に引き取られ育てられた。成長した後老師から身体を戻すよう頼まれ、海を超えて麗へやって来て生活するようになる。老師から指先の感覚を鍛える方法を教わった為、五指の魔術師と言われる程指先の感覚が鋭い。塵芥潜入の際、躬繰が操った罰当に襲われながらも彼を助けたいと訴え、結果として躬繰の心を動かした。
千火丸（ちかまる）
黒組のマスコットボーイかつ隠し玉。18歳。一人称は「某（それがし）」。背が低くゴザル口調で話し、黒組の中では新参にあたる。成長、時間の流れの加速という能力の持ち主で武器は自身の髪。塵芥潜入の際は最も信頼できる5人の中に選ばれ、結果として同行することになった。その後土砂と対峙。麗を見捨てた土砂をゴミと揶揄した後に対峙するも石造生華を食らう。しかし生死の狭間で磁正に声をかけられて本来の力を引き出した。その後彼のいうまま地下空間へと向かい、挑発に応じることなく土砂を岩の柱に括り付けて磁正の「木霊」によって1人脱出し、生還した。
- 使用技

髪縫（かみすい）
自身の髪を伸ばして相手を拘束する。八蔵戦で使用したがあっさり突破された。
吉四六（きっちょむ）
黒組の一員。黒を探していた冰墨に攻撃され、倒された。
万吾郎（まんごろう）
黒組の一員。組一番の髭面。初期から登場しているものの顔見せばかりで台詞、戦闘シーンがほぼない。
八千代（やちよ）
黒組の一員。壺の効果で他の黒組メンバー共々子供になった。
冰墨（ひずみ）
麗の首領の孫娘。黒にベタ惚れしており彼のそばに居ようと黒組に押しかけるが当人からは嫌われている。武器は卒塔婆。現状麗唯一の女性でもある。塵芥潜入の際は黒に同行を希望するものの足手まといと言われ、留守番となった。

### 朱組
麗の組の一つ。隊長は椿。豪傑の隊長への忠義心と結束力が大変強く、武闘派と称されている。読みは「あかぐみ」。
椿（つばき）
麗、朱組隊長。23歳。黒とは古くからの知り合い。笑丸、仁丹は両腕的存在。他人からは仏と言われる程、表向きは温厚な性格。スガワに朱組へ移籍するよう勧誘した。実は黒のせいで既に死亡しており、作中に出てくるのは塵外同様幽霊化した状態の本人であることが明らかになった。かつて黒とは同い年ということもあり、気が合っていたがその後黒の人柄が変わり、距離が空くようになる。その後の任務で命を落とし、偶然現れた絵馬男によって肉体を授けられ蘇った。
- 使用技

鉄丸（てつがん）
黒い球体の形をした魔導具。口にすると自身の肉体を鋼の如く強化する。制限時間は15分。躬繰戦で使用した。
朱腕（あかいな）
腕を思い切り前に突き出し、同時に巨大な腕を出現させて対象を殴りつける。
笑丸（しょうまる）
常に歯を見せるような表情をしている人物。隊長にも劣らない早駆けを得意とし、「韋駄天の笑丸」の異名を持つ。組への忠誠心は厚く、情報を聞き出そうとした黒に反論した。
- 使用技

人間弓矢（にんげんゆみや）
笑丸と仁丹が協力して出す技。笑丸が壁を蹴った反動で仁丹に向かい、反動を利用して相手に突撃する。
仁丹（じんたん）
眼鏡をかけた人物。身体を餅のように軟化させる術を使い「柔らかい仁丹」と呼ばれる。笑丸共々椿への態度が悪いという理由で黒を非常に嫌っている。匿、塵芥戦の時には椿、笑丸と共に匿に立ち向かった。
- 使用技

餅腕（もちうで）
腕を餅のように伸ばして相手を攻撃する。

### 他組の隊長達
靑（あお）
麗、葵組隊長。24歳。実直な性格であり中性的な容姿の青年。基本的には敬語だが感情的になると砕けた物言いになる。紙を武器とする戦法を使う。驪死亡後は情緒不安定になり、乱暴な物言いをしたハチ等驪を冒涜した者に手を出そうとするようになった。塵芥戦では毬藻と共に夜の世界に突入、廃屋で霧古と対峙した。
- 使用技

紙礫（かみつぶて）
紙切れを集めて止血する。傷が深いと止められない。
毬藻（まりも）
麗、紺組隊長。35歳。丸みを帯びた容姿をしており「〜じゃ」という口調で話す。磁正と並ぶ麗屈指の力自慢。多数の部下を引き連れて匿らと戦うも部下を皆殺しにされてしまった。その後は精神的に不安定になった靑のお目付役として、彼と行動を共にするようになる。
- 使用技

針貫穿（しんかんせん）
指先に力を込め、複数回穿つ。
羅生（らしょう）
麗一番の大所帯、黄組隊長。磁正の兄。30歳。全身に傷跡のある大男。武器は己の拳。捨て子、孤児が多い麗の中で血縁関係者はこの兄弟のみ。非常に荒々しく粗暴な性格であり、弟と勘違いして話しかけてきたスガワを一方的に攻撃し、磁正に殴られた。匿戦の時には首領が参加しているから問題ない、という理由から参戦せず結果として戦況を悪化させた。塵芥戦では突如造反を起こし、斑を攻撃した。死亡後に麗、塵外双方に敵意を向けるような台詞を発するものの真意は不明のままである。
破魔也（はまや）
麗、紫組（しぐみ）隊長。32歳。眼鏡を掛けた長髪の人物。知的な容姿とは裏腹にナルシストかつ品性に欠けた性格の持ち主。最終決戦の最中、六道に精神操作されて造反を起こした。斑を襲うも大岩に潰される寸前彼に引き摺り込まれてそのまま圧死した。
- 使用技

与一降臨の矢（よいちこうりんのや）
周辺に多数の破魔矢を出現させ、弓矢のように飛ばす。毒矢が混ざっていることもある。
土砂（どしゃ）
麗、茶組隊長。42歳。当初は覆面を被っており素顔は不明だったが、顔の半分が大きく損傷した容貌をしていることが判明した。隊長でありながら自己中心的な性格であり、組への忠誠心は皆無。驪戦の時に「麗は勝てない」と確信し、死にたくないという理由から脱退する。元々は麗の中でも力がなく、影が薄い存在だったが、偶然絵馬男と出会ったことで絵馬（紛い物）と土を扱う力を手に入れる。他組の隊長達と共に雷羽に呼び出され塵芥へと向かうもそこで羅生、破魔也と共に造反を起こした。地下空間に千火丸を引き込み、生き埋めにしようとするが岩の柱に括り付けられて一人放置される。やむなく絵馬を使いそこに現れた絵馬男に自身の救出を命じる。が、逆に土の能力を取られて放置され、脱出できずに生き埋めになった。
- 使用技

参式・転地無用（さんしき・てんちむよう）
地震を起こしたり地面から巨木を出す。斑の幻術を破るのに使用した。
肆式・岩魂一徹（ししき・がんこいってつ）
巨大な岩を出現させ、一瞬で相手を押し潰す。
弐式・石造生華（にしき・いけばな）
巨岩を出現させ、それを砕いて破片にして相手に飛ばす。

### その他
驪（くろうま）
麗、二代目首領。一際大きい図体を持つ大男。黒の名付け親でもある。背中には蘭丸にかけられた呪いである巨大な手を背負っている。自分に口答えするものは決して許さない。20年前、塵外を壺の中に封じ込めた。匿との戦いの最中、壺を持って現れ戦闘に参加。しかしその最中、罠により重傷を負う。死を悟った後そのまま女人禁制撤廃と蘭丸消滅を麗の面々に託し、死亡した。普段は姿を変え、イモ焼きの老人として麗の皆を見守っていた。スガワ達が塵芥に向かった後、霊体として復活。その状態で絵馬男と出会った。
斑（まだら）
麗の副長。驪に付き従う老人。幻術師であり幻の中に現を混ぜる戦法を取る。彼が「答えて良い」と言えば驪に話すことができる。20年前雷羽と共に悪霊の壺封じを行なった。戦いの後、しばしの休息を挟んだのち隊長達を広間に集め、蘭丸の消滅を命じた。塵芥潜入の際、隊長達を追いかけそこで造反した三人と対峙。三人と戦うも寄る年波には勝てず、羅生に重傷を負わされる。その後土砂が発動した岩に潰される寸前に破魔也を引き込み、そのまま潰され死亡した。
雷羽（らいは）
誰も姿を見たことの無い幻の副首領であり魔導術補佐。長髪で背中に刀を背負った青年で20年前、斑と共に蘭丸らを封じ込めた。かつては驪の命令で黒組に入っていたが人数が揃ってきた頃に脱退したことが明らかになった。斑に命じられ隊長達を広間に集めて現状の説明を行い、後に本人も塵芥へと向かった。
- 使用技

羽の術
肩から翼を生やし、羽根を飛ばして相手に伝言を伝える。相手側は手のひらに伝言が表示される。
三郎太（さぶろうた）
麗の一員。スキンヘッドの人物。稲三共々驪の回想シーンでのみ登場した。
稲三（いなぞう）
麗の一員。驪の回想シーンでのみ登場した。なお上忍に彼らによく似た人物が居るが関連性は不明である。
紅無（くれない）
麗の創始者にして初代首領の女性。蘭丸と驪の育ての親でもある。姉御肌であり、「術潰しの紅無」の異名を持つ。反乱を起こした蘭丸に襲われ、彼と戦うも「お母さん」と呼ばれたことで動揺し一瞬の隙を突かれ死亡。死の間際、驪に麗を女人禁制にするよう伝えた。
- 使用技

麗魔導術 列なる蛇（うるはまどうじゅつ つらなるへび）
背後から蛇の残像を呼び出し、攻撃する。蘭丸の技に対抗するのに使用した。

### 塵外
蘭丸率いる悪霊集団。綺麗なものを死をもって救済したいという考えを持ち、蘭丸の考えに賛同した者達で構成されている。外れにある廃村「塵芥」（ちりあくた）を拠点にしている。塵外という名前には「俗世間の煩わしさから離れた場所」という意味がある。
蘭丸（らんまる）
塵外の大将。天狗のような服装をした青年。他者の魂や記憶を複製でき、逆に他者に魂の一部を複製して与えることもできる能力の持ち主。理想の世界は全てが清らかで卑しいものがいない世界。彼にとって卑しいもの＝弱い者。孤児であり、麗にて育つも自分の居場所はここではない、という考えから反乱を起こした過去を持つ。その際に紅無を殺害するも激昂した驪に攻撃され、命を落とし悪霊となった。壺に封じられる際、驪に自身と関係ある者を殺害した場合発動する呪いをかけた。一度は麗の隊長達と対峙するも黒の碁門の数珠によって何処へと飛ばされた。スガワには心の強さを感じるとして興味を持つ。一度は彼女の精神世界に入り、誘うも拒絶され去った。
- 使用技

麗魔導術 別魅（うるはまどうじゅつ わけみ）
残像を作り、相手に近寄り攻撃する様な技。詳しい事は不明。
麗魔導術 百手百足（うるはまどうじゅつ ひゃくしゅむかで）
水墨画で描いたような巨大なムカデを出現させ、相手を攻撃する。蘭丸が驪を攻撃するのに使用した。MIXIM☆11に登場した竹蔵の技と酷似している。
六の爪
正式名称は不明。呪いの一種。対象人物に三本の指が生えた巨大な手を乗せる。蘭丸と関係ある人物が死ぬと発動し、対象人物を握り潰す。とても頑丈で何をしても外せない。
蝕む疫気（ときのけ）
相手の心の世界に入り込み、書き換える技。現時点では詳細不明。
累累と死相(まどわし)
魂の複製を行い、任意の人物に化ける。
匿（じょく）
塵外の副将。道化の様な服装と仮面、関西弁が特徴。他人を小馬鹿にする時等には語尾に(^^)の顔文字がつく。黒に何処かへ飛ばされた蘭丸を探しにお通夜、虚狼共々麗へ姿を現し、麗の面々の魂を次々に引き抜いていった。その後驪にトドメを刺し、そのまま逃走した。
- 使用技

刹那の死（トキハナチ）
空中に口を出現させ、生者の魂を一瞬で引き抜く。元は蘭丸の技。蘭丸は魂を出し入れできるが匿は引き抜きのみ可能。習得の難しい大技であり、匿のみが習得できた。
雷の秘術
手から雷を放って攻撃する。匿曰く以前は使わなかった技らしい。驪戦で使用した。
霧古（きりこ）
塵外のもう一人の副将。匿と並んで「西の匿」「東の霧古」と称される。平安貴族のような服を着用し、鋭い三角眼をしており落ち着いた口調で話す。蘭丸に忠誠を使っており、彼の望む世界の為に戦っている。一度は一人でいた黒を襲うも返り討ちに合い、壺の中へと戻っていった。塵芥戦では自身の一つの世界を世界を二つに分け、行き来する能力を使い夜の世界の廃屋で靑らと対峙した。
躬繰（みくり）
無邪気な性格の少年。物に自我を与える道具の使い手。生前は母親と共に暮らしていたがある日家に押しかけてきた人攫い達に母親共々殺害された。スガワにおにぎりを貰ったことで彼女に懐くようになる。その後彼女の閉じ込められた牢獄に現れ、虚狼戦を遠くから見ていた。虚狼死亡後は捕虜となり麗で生活するようになる。塵芥潜入の際、刺刺舞に麗に来るよう誘われるも死んだ罰当の遺体を操り、彼を殺害しようとした。が必死の訴えに自身を守ろうとした母親の姿を重ね合わせて心を動かされ、刺刺舞と共に写楽に反撃した。
- 使用技

地雷弾（じらいだん）
範囲を定めてその中に意思を与えた石を置き、その中に入った者を襲う。
一休（いっきゅう）
元博打師。そこそこ高貴な家柄の生まれ。賭博に負けてツケを八蔵に肩代わりしてもらったことにより彼を「アニキ」と慕うようになる。海岸でのスガワとの戦いの後、八蔵に説得され塵外を脱退し何処かへ去って行った。
- 使用技

丁半爆打（ちょうはんばくち）
二つのサイコロを振り、その和で能力が決まる。偶数なら上がり奇数なら下がる。ピンゾロなら身体のリミッターが外れ大幅に身体能力が上がる。
写楽（しゃらく）
妖艶な姿の女性。興味のあるものにはとことん執着するが、ないものには徹底して無関心。海岸で刺刺舞に興味を持ち、交戦するも神経毒を盛られ、捨て台詞を吐いて一度は逃走した。その後罰当と刺刺舞の戦闘中に再び姿を現し、そのまま躬繰を人質に取って刺刺舞と交戦。鬼化して彼を追い詰めるも情を動かされた躬繰に反撃され、更に刺刺舞の攻撃を受けて死亡した。
- 使用技

鬼墨怪粧（きぼくけしょう）
背丈ほどもある大きな鬼の筆を使い、血で塗られた場所を筋肉質な体格に変化させる。腕の他、全身に塗り巨体の鬼へと変化させることも可能。本人はこの姿を鬼神の様で雄々しく美しいと称し、気に入っている様子。
八蔵（やぐら）
上半身裸で仮面をつけた人物。悪霊を呼び寄せる壺の匂いに誘われ、スガワ達の前に現れる。生前はある時まで素顔だったが賭博に負けた一休に代わり、顔の皮膚半分を肩代わりしてから仮面をつけるようになる。その後は一休と共に「筋肉兄弟」の異名で名を馳せていた。黒に敗れた後は「役に立つから」と懇願した末に、彼の猫のぬいぐるみに宿り「ハチ」と名前をつけられ、スガワ達と行動を共にするようになる。
罰当（ばちあたり）
塵外の中で最も大柄な悪霊。圧倒的な殺意を持ってスガワに襲いかかる。しかし二忍羽織を使用したスガワに貫かれて死亡。その遺体は躬繰によって再利用された。
お通夜（-つや）
下半身を桶に入れ仮面をつけた少女。常に敬語で話す。生前は一人旅をしていたが道中強盗に殺害された。その後、不本意な死を受け入れられず地縛霊となっていたところを霧古と共に通りかかった匿に誘われ塵外に入った。魂を金魚掬いのように扱ったり、口から自身の仮面を模した球体爆弾を出して攻撃する。麗での戦闘の際、匿と共に戦うも彼を庇った際に魂が砕け散り、完全に死亡した。
- 使用技

人を呪わば穴参（ひとをのろわばあなみっつ）
自身に楔のようなものを刺し、相手の同じ部位の自由を奪う。作中では麗メンバーの手足の自由を奪った。
虚狼（ころう）
女性口調で話し、顔を紙で隠した人物。刺刺舞と同じ大陸出身。他人の肉体を奪って自身の肉体にする能力を持つ。現在の肉体は老師のもの。蘭丸曰くとても残忍な性格であり彼に麗の魔導術で能力を抑えられている。麗襲撃の際に匂いに釣られ、スガワのいる牢獄に向かう。そこで自身を封じる紙を剥がして本気になり、スガワ、自身を追いかけて来た刺刺舞と激闘を繰り広げた。戦いの後、刺刺舞の肉体を乗っ取ろうとするも逆に本体を引き摺り出され、そのまま握り潰され死亡した。
- 使用技

爪蜥蜴（つめとかげ）
体の一部を怪物や爪のように変化させ、攻撃する。見た目はかなり不気味。
朏乃風（みかづきのかぜ）
風を起こして敵を攻撃する。黒戦で使用した。
六道（りくどう）
虚無僧のような姿をした男。他人の身体に憑依して記憶を読み取り、その人間の姿と記憶を複製し、精神操作を行う能力の持ち主。素手での殴り合いは不得意。能力を使って破魔矢らを精神操作した後、朱組の前に姿を現した。椿の話を聞かされた後、逃げようとするも3人に立て続けに攻撃され、あっさり死亡した。

### 元の世界の人々
有栖川の兄
本名不明。リーゼントヘアをした人物。妹を心配する等常識的な一面も持ち合わせる。通称アニキ。
有栖川の父
本名不明。絵本作家。家では裸族であり来客の前でも服を着ない。通称オヤジ。
スガワの兄の友人
猿顔の少年。幼い頃はスガワと遊んでいたが中学になると「女だから」という理由で本気で向かい合うことをしなくなり、彼女の考え方に影響を与えた。
ヨウコ
スガワの友人。長髪の少女。腐女子。
ケイコ
スガワの友人。眼鏡をかけた少女。洋楽オタ。

### その他
絵馬男
スガワの前に度々姿を現す能面姿の人物。黒に人の心と引き換えに願いの絵馬を渡した本人。戯れで他人に力を与えることもある。夜な夜な現れては麗付近で消えることから黒曰く麗に所属する生きている人物が正体とのこと。麗に姿を表し黒組の面々を圧倒した。
無色（むしき）
曰く付きの商品を扱う行商人の中年男性。運び屋としての顔も持つ。麗に塵外が封じられた壺を持ち込んだ。作中ではスガワが塵外と戦うことを喜ぶような言動を繰り返す等、彼の真意は不明である。正体は蘭丸本人。
老師
刺刺舞の育ての親。常に仮面を被っている。虚狼の奇襲を受け、身体を奪われた。虚狼死亡後は肉体を取り戻した後、刺刺舞の元に現れ、彼を助けた。

## 用語
麗
異世界に存在する忍者育成施設。忍術、体術の取得の他、学問や畑作も行う。千火丸含め多くのものが孤児もしくは家族がいない者。紅無の遺言により、長らく女人禁制だった（女性だと発覚すれば死罪）。人数は100人前後。長、副首領2名、上忍5名、実行部隊となる組7組がいる。塵外に全滅させられた白組のように現存しない組もある。
絵馬
黒がスガワに使用した絵馬。異世界の人物を麗の世界に連れ込むことで発動し、願いを叶える。使用者の願いが別の人物に与えられることもある。
魂吸いの壺 (たますいのつぼ)
驪が塵外を封じ込めるのに使った壺。一度封じられると外から開けない限り出られない。蓋が開いていれば出入りは可能。呪縛があるのか一度封じられた者たちはまた壺に戻ってくるという。中の煙を浴びると肉体、精神面共一時的に幼児化する。後にスガワの手によって粉々に破壊された。

## 制作
本作の作画の際には、ゲーム「SEKIRO: SHADOWS DIE TWICE」のサウンドトラックを必ず流して執筆が行われている。アルバムについて、安西は「雰囲気が素晴らしく、描いてて気付いたら全曲終わってるという無くてはならない酸素のような存在」だと話している。

## 書誌情報
- 安西信行『麗の世界で有栖川』小学館〈少年サンデーコミックス〉、既刊10巻（2025年6月18日現在）
  1. 2018年10月18日発売[8][9]、ISBN 978-4-09-128568-3
  2. 2019年9月18日発売[10]、ISBN 978-4-09-129460-9
  3. 2020年5月18日発売[11]、ISBN 978-4-09-850130-4
  4. 2021年1月18日発売[12]、ISBN 978-4-09-850378-0
  5. 2021年9月17日発売[13]、ISBN 978-4-09-850686-6
  6. 2022年6月17日発売[14]、ISBN 978-4-09-851154-9
  7. 2023年2月16日発売[15]、ISBN 978-4-09-851607-0
  8. 2023年11月17日発売[16]、ISBN 978-4-09-853021-2
  9. 2024年9月18日発売[17]、ISBN 978-4-09-853580-4
  10. 2025年6月18日発売[18]、ISBN 978-4-09-854156-0